# コリン・コレス

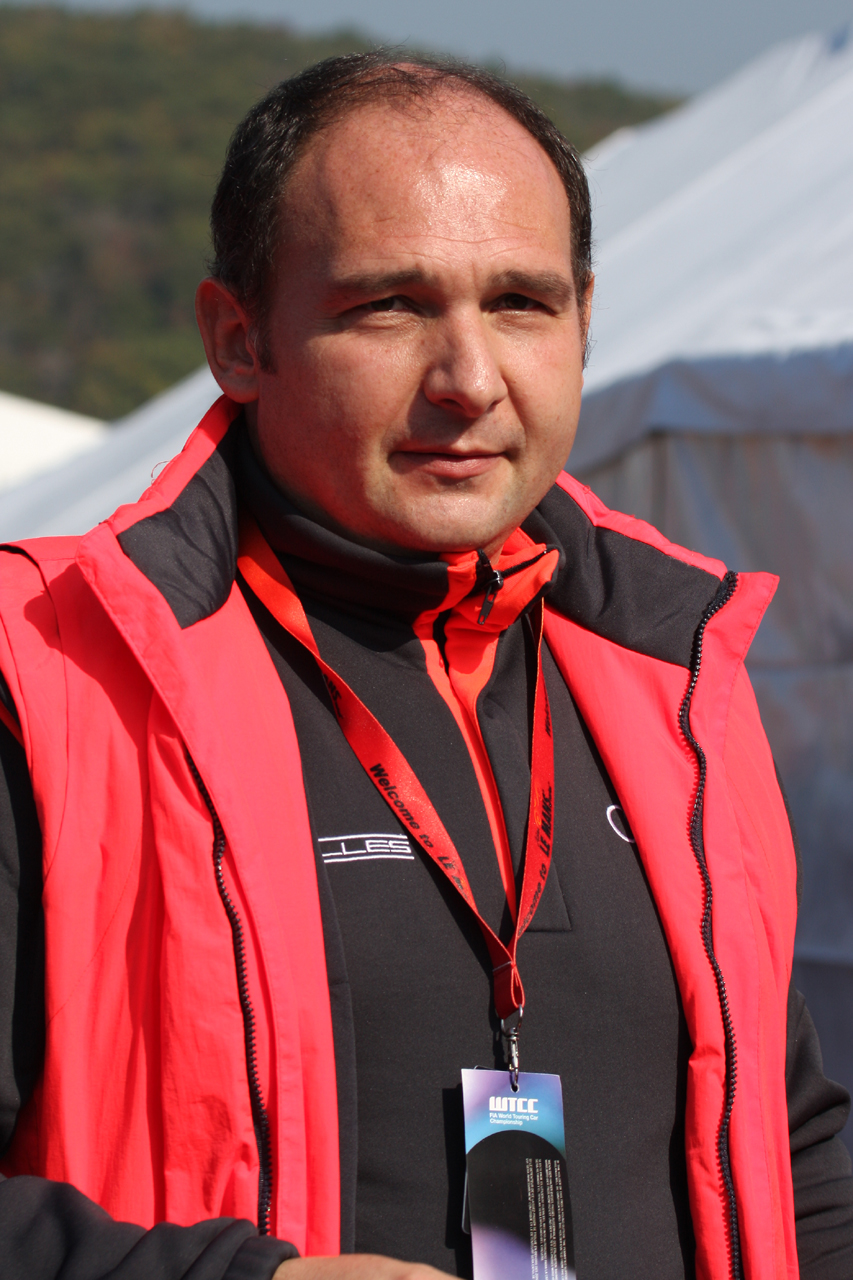
コリン・コレス

コリン・コレス（Colin Kolles, 1967年12月30日 - ）は、F1の元チーム監督・代表。歯科医でもある。ドイツ・インゴルシュタット出身。

## 経歴
コレス自身、または父ロムルス（Romulus）も歯科医であり、父はルーマニアの元大統領、ニコラエ・チャウシェスクの治療を手がけるほどであった。コレスは実家の歯科医でアシスタントとして働き、やがて自身も歯科医としての資格を取得した。2000年にコレスレーシング、TMEレーシングといった自身のチームを起こすと、次第にレースにのめり込みユーロF3などに参戦するほどになった。
こうした活躍が、ジョーダン・グランプリの買収を計画していたロシア人実業家アレックス・シュナイダーの目に留まり、2005年にはMF1レーシングのマネージングディレクターに抜擢された。2005年はまだ「ジョーダン」の名で参戦した。
2007年にスパイカーF1へ、さらに2008年にフォース・インディアとチームの買収が繰り返される中で、引き続きマネージングディレクターとチーム代表を務めていた。しかし、2008年11月8日に同チームの体制変更に伴い、チーム代表を解任されファクトリーでの任についていたが2009年10月31日にフォース・インディアを脱退することが発表された。
2008年からコレスはユーロF3を戦うチームを立ち上げた。チーム名はコレス・アンド・ハインツ・ユニオンと呼ばれ、ニック・ハイドフェルドのマネジャーを務めていたベルナー・ハインツとの共同経営である。
2010年2月19日からはカンポス・グランプリにて、辞任した創設者のエイドリアン・カンポスの後任としてチーム代表に就任した。チームは後に「ヒスパニア・レーシング・F1チーム（2011年よりHRT F1）」に名称変更し、体制発表会においても同チームの代表と発表された。
2011年12月15日に、同チームの代表から解任される事が発表された。
2014年に入り2015年よりF1参入を目指す「フォルツァ・ロッサ」と深く関わっていることが明らかにされた。
7月にケータハムF1チームのオーナーが変わった際、チーム売却に関するアドバイスをしており、新たに代表を務めることになったクリスチャン・アルバースらとともにその後のチーム運営についても関わりを持つ模様。
その後、ケータハムは財政難で破綻し、フォルツァ・ロッサのF1参戦も承認されなかった。
2024年現在は、自身が経営するコデワを母体とし、FIA 世界耐久選手権への参戦を目指すヴァンウォールチームのマネージャーを務める。

## 人物
- 近年はレーシングチームの運営を生業としているが、歯科医としての腕が重宝されることもある。2005年にはトルコGP直前に歯痛に悩まされていたティアゴ・モンテイロに治療を行っており、2006年のフランスGPにおいては、やはり同様の症状に悩まされていたクリスチャン・アルバースに対しても治療を行った。
- スーパーアグリF1チームやスクーデリア・トロ・ロッソが使用するマシンについて、それぞれホンダ・レーシング・F1チーム、レッドブル・レーシングのカスタマーシャーシであるとして、一貫してコンコルド協定違反を主張し続けた。
- ドライバーの変更や、より多くのテストドライバーを設けて行うチーム運営が特徴とも言える。F1でマネージングディレクターに抜擢されたミッドランドF1では、正ドライバーであるティアゴ・モンテイロ、クリスチャン・アルバースの他、マルクス・ヴィンケルホック、エイドリアン・スーティルなどの数々のドライバーをテストに起用した。その後のスパイカーF1時代にはモンテイロに代わりスーティルが正ドライバーになったが、アルバースはスポンサーの資金不足を理由に途中解雇され、ヴィンケルホックと山本左近が残りのシートをシェアする形となった。フォースインディアが買収後の正ドライバー選考では、山本左近、クリスチャン・クリエン、ヴィタントニオ・リウッツィ、ラルフ・シューマッハ、フランク・モンタニー、ジャンカルロ・フィジケラ、ロルダン・ロドリゲス、ギド・ヴァン・デル・ガルデの7名をテストに参加させている。ヒスパニア・レーシングでは中途でクリエンと山本をテストドライバーとして起用し、山本にいたっては正ドライバーのブルーノ・セナ、カルン・チャンドックのシートをシェアさせている。これらの采配は、新人ドライバーに「シート喪失の可能性」という危機感を与え、そのプレッシャーからドライバーとしての真価を発揮させる狙いがある。